# Balzan (Malta)
Balzan (oder Ħal Balzan) ist eine Siedlung im Inneren der Insel Malta. Es ist eines der „drei Dörfer“, zusammen mit Attard und Lija.
Ursprünglich bestand das Dorf aus einer Reihe von kleinen Ansiedlungen und Bauernhöfen. Später wuchs es und wurde im 17. Jahrhundert eine eigene Gemeinde. Heute hat es 4741 Einwohner (Stand 31. Dezember 2020); die jüngere Generation lebt in den Außenbezirken.
Die Wahlen zum Gemeinderat finden alle drei Jahre statt. Man glaubt, dass der Name Balzan aus dem Arabischen kommt, evtl. von Olivenhainen und einer speziellen Sorte von Orangenbäumen (Bitterorangen, Blutorangen o. Ä.), die in der Gegend wuchsen. Er könnte aber auch von einer sizilianischen Familie abgeleitet sein, die in der Gegend des heutigen Balzan lebte.

## Sehenswürdigkeiten
Die Pfarrkirche – im 17. Jahrhundert erbaut – ist der Verkündigung Mariens geweiht. Sie ist in Form eines lateinischen Kreuzes gebaut, hat einen Glockenturm und eine elegante Kuppel, die man von jedem Standort im Dorf sehen kann. Die Kirche ist außen im toskanischen Stil gehalten, innen im dorischen. Die Statue, die während des Dorffestes in der zweiten Woche im Juli durch die Straßen getragen wird, wurde von Salvatore Dimech (is-Sarċ) geschnitzt und zeigt Maria mit dem Erzengel Gabriel. Die Gemeinde feiert auch das Fest des hl. Valentin, nach dem auch die örtliche Radiostation (Radio Valentine) benannt wurde, die allerdings 2006 geschlossen wurde.

## Söhne und Töchter
- Gabriel Caruana (1929–2018), Künstler, Bildhauer und Keramiker
- Joseph Angelo Grech (1948–2010), römisch-katholischer Geistlicher, Bischof von Sandhurst (Australien)
- Joseph Galea-Curmi (* 1964), römisch-katholischer Geistlicher, Weihbischof in Malta